# Xã Butler, Quận Lonoke, Arkansas
Xã Butler (tiếng Anh: Butler Township) là một xã thuộc quận Lonoke, tiểu bang Arkansas, Hoa Kỳ. Năm 2010, dân số của xã này là 3.050 người.